# Pardosa chapini
Pardosa chapini là một loài nhện trong họ Lycosidae.
Loài này thuộc chi Pardosa. Pardosa chapini được Irving Fox miêu tả năm 1935.